# Potyczka pod Skrobaczowem
Potyczka pod Skrobaczowem – bratobójcza bitwa partyzancka stoczona 17 lipca 1944 pod Skrobaczowem między oddziałami Narodowych Sił Zbrojnych a oddziałami Batalionów Chłopskich i Armii Ludowej.

## Przebieg starcia
Kwaterujące od 26 czerwca 1944 r. w lesie pod Skrobaczowem oddziały Batalionów Chłopskich i Armii Ludowej 17 lipca 1944 zostały zaatakowane przez 204 pułk NSZ (miesiąc później wchodzący w skład Brygady Świętokrzyskiej). Pomimo dużej przewagi będącej po stronie NSZ oddział AL dowodzony przez Zygmunta Bieszczanina wydostał się z okrążenia, natomiast oddział BCh dowodzony przez zastępcę dowódcy Kazimierza Orczykowskiego, wraz z taborem wpadł w ręce NSZ. Oddziałem BCh dowodził Orczykowski ponieważ w tym dniu dowódca oddziału Józef Maślanka był nieobecny. Bechowcy po chłoście zostali zwolnieni, natomiast dowódca oddziału został zwolniony dopiero w dniu następnym. Po przesłuchaniu, zwrócono mu nawet zabraną broń i konia.  
W walce zginęło 5 partyzantów. W oddziale AL było 4 zabitych i 8 rannych, byli to: Stanisław Głąb ps. „Dziki” z Częstochowy, Tadeusz Białoń ps. „Tarzan” ze Stopnickiego, dowódca placówki BCh, a następnie dowódca plutonu w oddziale „Adama”, „Murzyn” i „Wacek”, ranni zostali Antoni Lisowski z Pińczowa i „Janek”, natomiast w oddziale NSZ był 1 zabity i 2  rannych, a według innych źródeł NSZ-owcy w ponawianych kilkakrotnie atakach stracili około 27 zabitych i 19 rannych, w tym dowódca jednego z oddziałów NSZ „Biały Kruk”. Dowódca oddziału BCh i 33 jego ludzi dostało się do niewoli NSZ. Według uczestnika potyczki, Władysława Kołacińskiego z NSZ do niewoli zostało wziętych 28 partyzantów (z BCh), pozostali (z AL) wydostali się z okrążenia. Oddziały AL straciły w walce 7 karabinów maszynowych, 5 automatów, 2 wozy taborowe, 1 zepsuty CKM oraz około 50 kg trotylu. Zdobyli: 9 automatów, 1 rkm oraz kilka karabinów. Po walce z NSZ pod Skrobaczowem płk Maślanka powierzył dowodzenie Zygmuntowi Bieszczaninowi swoim oddziałem, co praktycznie oznaczało przejście oddziału BCh płk Maślanki w skład AL. Po połączeniu powstał więc ponad 100 osobowy, uzbrojony i częściowo umundurowany oddział. Równocześnie znaczna część miejscowych placówek BCh przeszła lub też nawiązała ścisłe współdziałanie z AL. Kazimierz Orczykowski, dotychczasowy dowódca oddziału BCh, zostaje zdjęty ze swojego stanowiska i odchodzi.